# Delouze-Rosières
Pour les articles homonymes, voir Delouze et Rosières.
Delouze-Rosières est une commune française située dans le département de la Meuse, en région Grand Est.

## Géographie

### Hydrographie
La commune est traversée par la ligne de partage des eaux entre les bassins versants de la Meuse et de la Seine au sein respectivement du bassin Rhin-Meuse et du bassin Seine-Normandie. Elle est drainée par le canal de la Marne au Rhin et le ruisseau des Macheres,.
Le canal de la Marne au Rhin, long de 293 km et 178 écluses à l'origine, relie la Marne (à Vitry-le-François) au Rhin (à Strasbourg). Par le canal latéral de la Marne, il est connecté au réseau navigable de la Seine vers l'Île-de-France et la Normandie.

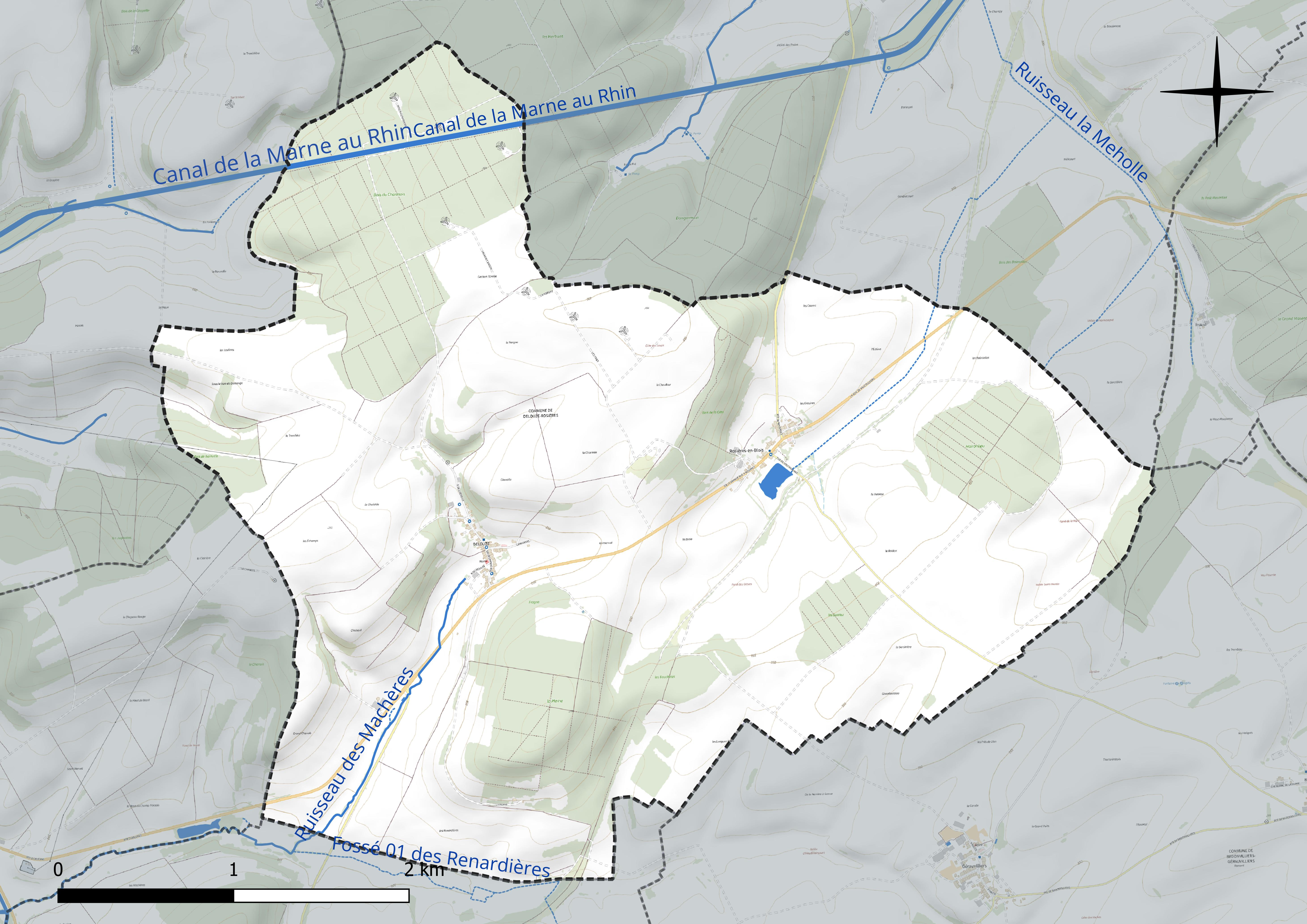
Réseau hydrographique de Delouze-Rosières.

### Climat
Pour des articles plus généraux, voir Climat du Grand Est et Climat de la Meuse.
En 2010, le climat de la commune est de type climat de montagne, selon une étude du Centre national de la recherche scientifique s'appuyant sur une série de données couvrant la période 1971-2000. En 2020, Météo-France publie une typologie des climats de la France métropolitaine dans laquelle la commune est exposée à un climat océanique altéré et est dans la région climatique  Lorraine, plateau de Langres, Morvan, caractérisée par un hiver rude (1,5 °C), des vents modérés et des brouillards fréquents en automne et hiver.
Pour la période 1971-2000, la température annuelle moyenne est de 9,6 °C, avec une amplitude thermique annuelle de 16,4 °C. Le cumul annuel moyen de précipitations est de 981 mm, avec 13,7 jours de précipitations en janvier et 9,8 jours en juillet. Pour la période 1991-2020, la température moyenne annuelle observée sur la station météorologique de Météo-France la plus proche, « Cirfontaines_sapc », sur la commune de Cirfontaines-en-Ornois à 16 km à vol d'oiseau, est de 10,4 °C et le cumul annuel moyen de précipitations est de 904,1 mm. 
La température maximale relevée sur cette station est de 40 °C, atteinte le 12 août 2003 ; la température minimale est de −19,6 °C, atteinte le 6 février 1963,,.
Les paramètres climatiques de la commune ont été estimés pour le milieu du siècle (2041-2070) selon différents scénarios d'émission de gaz à effet de serre à partir des nouvelles projections climatiques de référence DRIAS-2020. Ils sont consultables sur un site dédié publié par Météo-France en novembre 2022.

## Urbanisme

### Typologie
Au 1er janvier 2024, Delouze-Rosières est catégorisée commune rurale à habitat dispersé, selon la nouvelle grille communale de densité à sept niveaux définie par l'Insee en 2022.
Elle est située hors unité urbaine et hors attraction des villes,.

### Occupation des sols
L'occupation des sols de la commune, telle qu'elle ressort de la base de données européenne d’occupation biophysique des sols Corine Land Cover (CLC), est marquée par l'importance des territoires agricoles (74,1 % en 2018), une proportion identique à celle de 1990 (74,1 %). La répartition détaillée en 2018 est la suivante : 
terres arables (64,7 %), forêts (25,9 %), prairies (4,9 %), zones agricoles hétérogènes (4,5 %). L'évolution de l’occupation des sols de la commune et de ses infrastructures peut être observée sur les différentes représentations cartographiques du territoire : la carte de Cassini (XVIIIe siècle), la carte d'état-major (1820-1866) et les cartes ou photos aériennes de l'IGN pour la période actuelle (1950 à aujourd'hui).

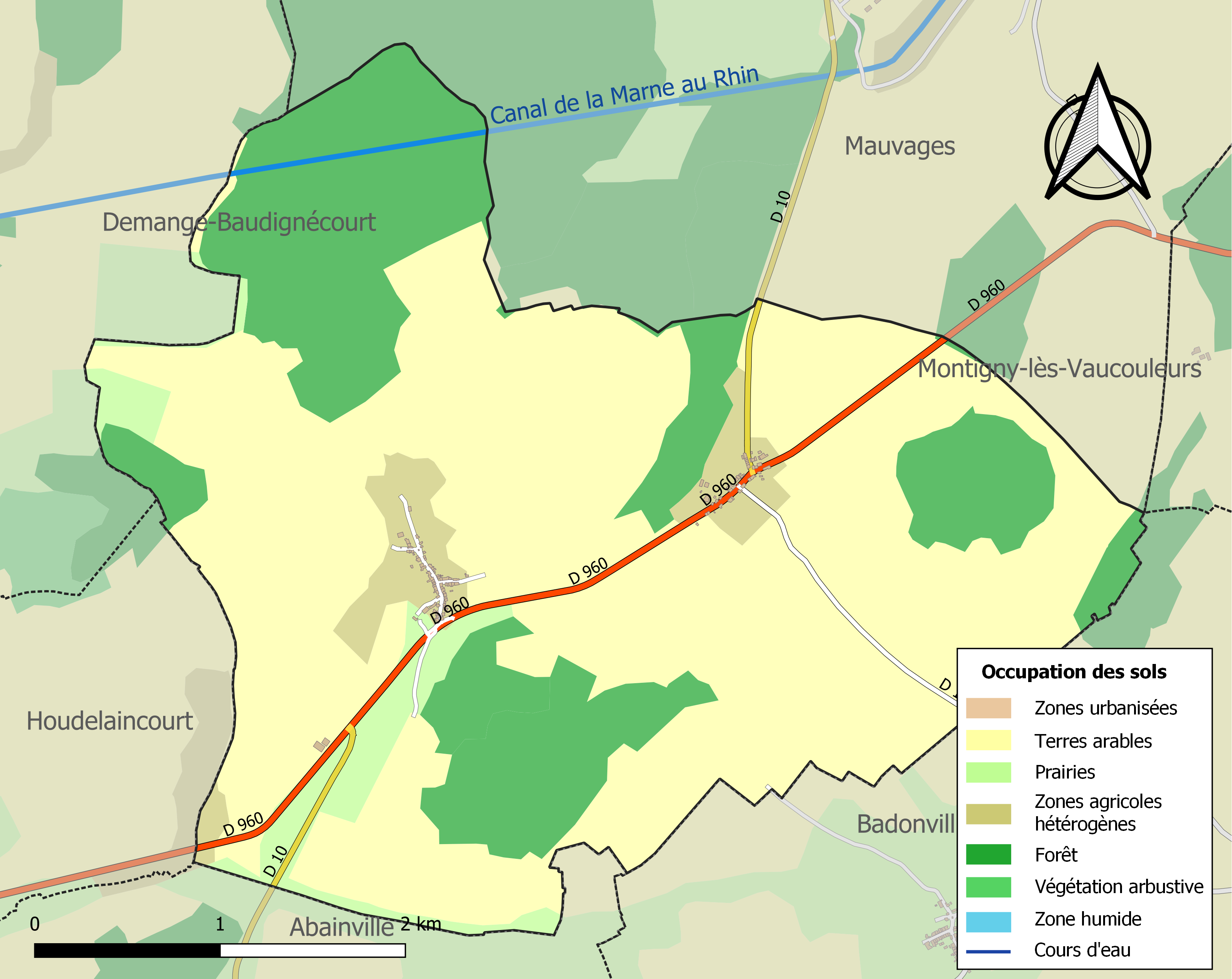
Carte des infrastructures et de l'occupation des sols de la commune en 2018 (CLC).

## Toponymie
Delouze est attesté sous les formes Delosa (963) ; Delousze (1327) ; Dolosa (1402) ; Belouze (1700) ; Delouze, Doloza (1711) ; Delouze jusqu'en 1972 puis Delouze-Rosières.

Ce nom pourrait provenir du gaulois *lut « boue », de même origine que l'adjectif latin lutosus « boueux, bourbeux » , accompagné de la préposition de, qui a pu, au féminin, donné ce toponyme : lutosa ( terra) « (terre) bourbeuse ». Le village est établi sur le ruisseau des Machères (Machaires).
Rosières est attesté sous les formes Rosieres (890) ; In finagio de Roseres (1247) ; Rosieres-leis-Mauvage (1264) ; Rosieres qui siet les Mauvage (1265) ; Rozeres (1275) ; Roseres-les-Mauvage (1276) ; Roseires-de-leis-Mauvage (1304) ; Roseires-de-leiz-Mauvage (1304) ; Rozeires (1304) ; Rouzeriæ, Rozeriæ prope Gondricuriam (1402) ; Rozières (1580) ; Roserium-in-Blesis (1707) ; Roseriæ-in-Blesensi-pago (1711) ; Rosières-en-Blois ; puis Delouze-Rosières en 1972.

De l'oïl rosière « lieu planté de rosiers ».

## Histoire
Le 1er janvier 1973, Delouze devient Delouze-Rosières à la suite de sa fusion-association avec Rosières-en-Blois.

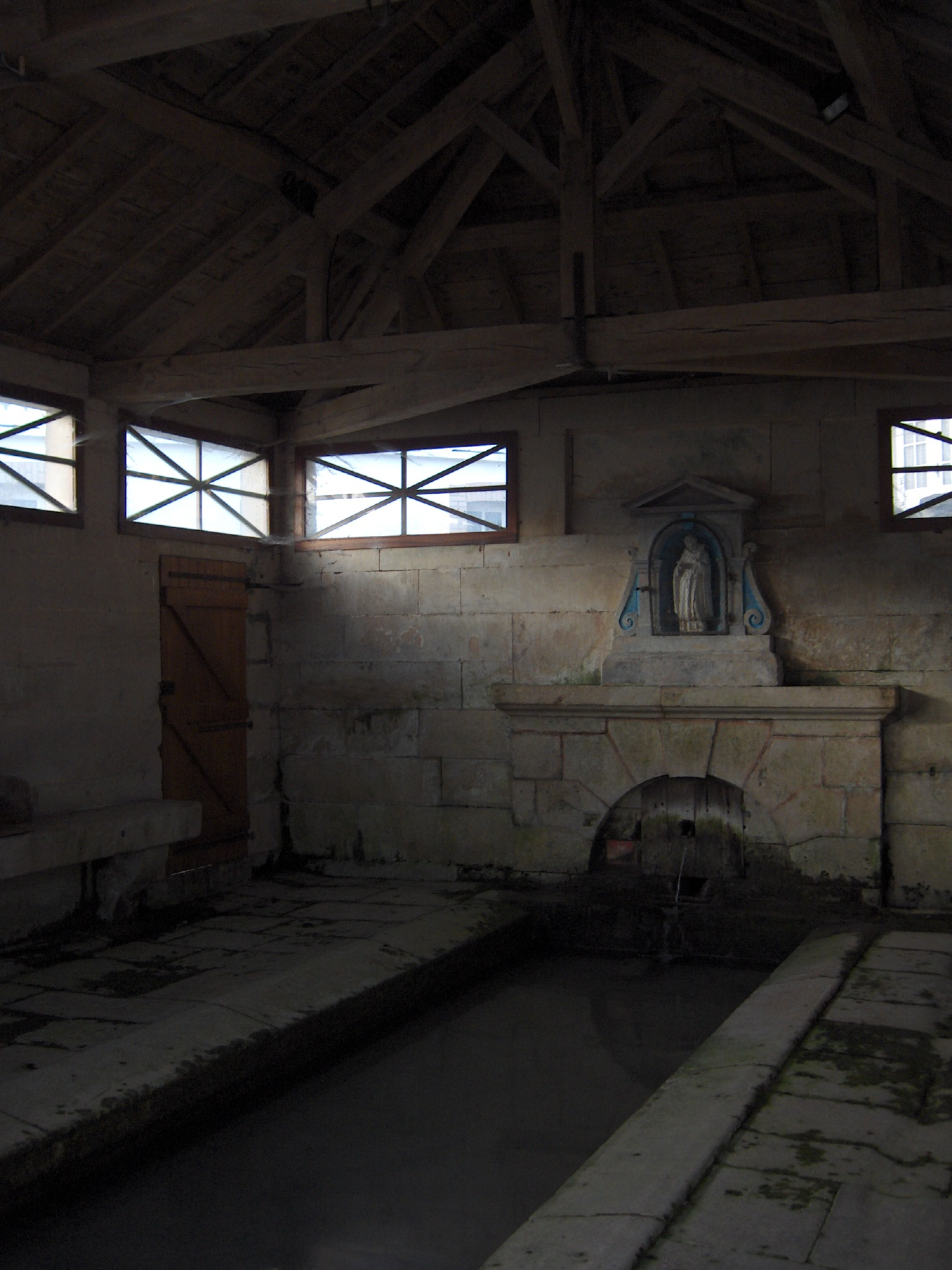
Intérieur du lavoir : la charpente en bois.
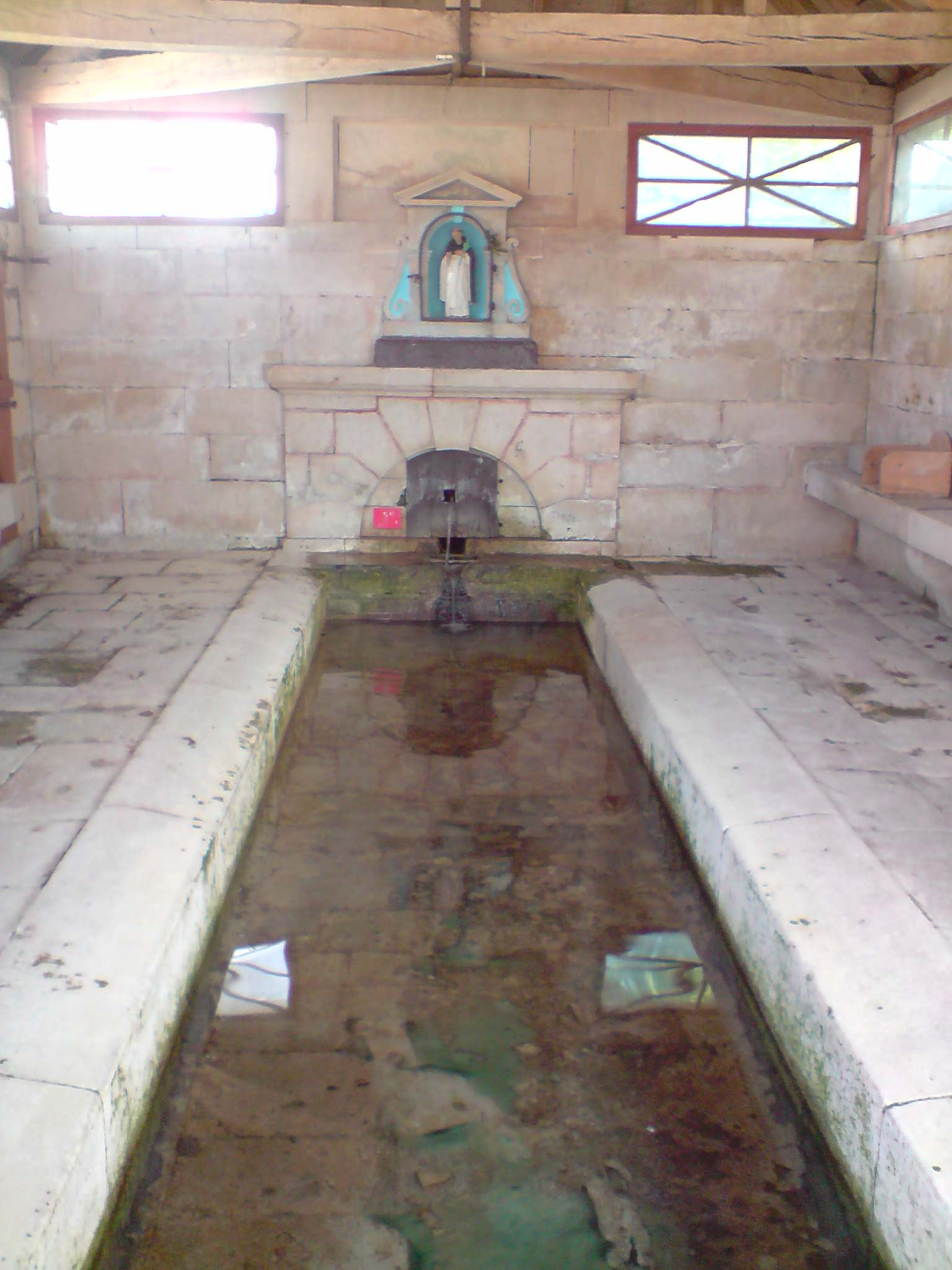
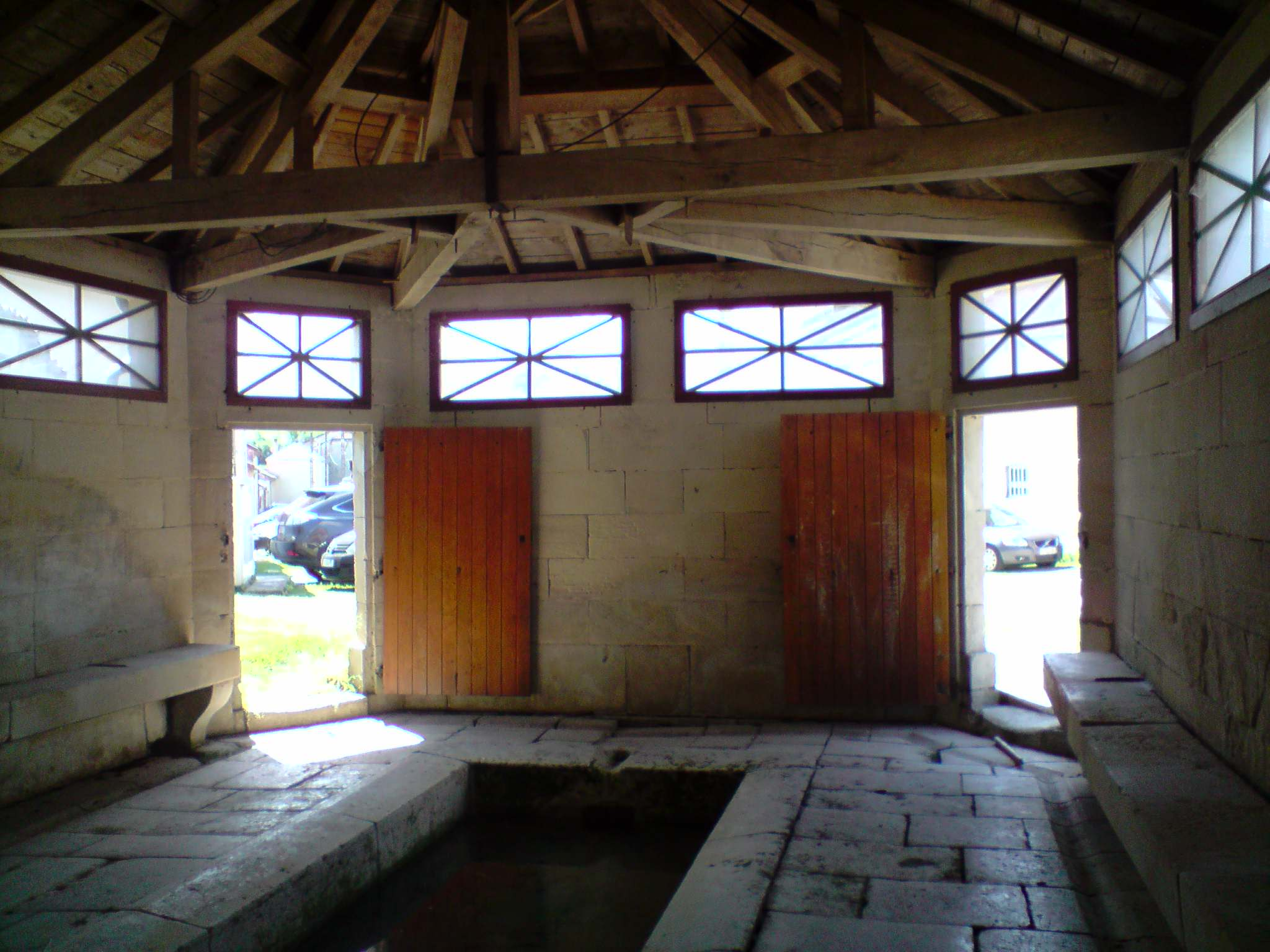
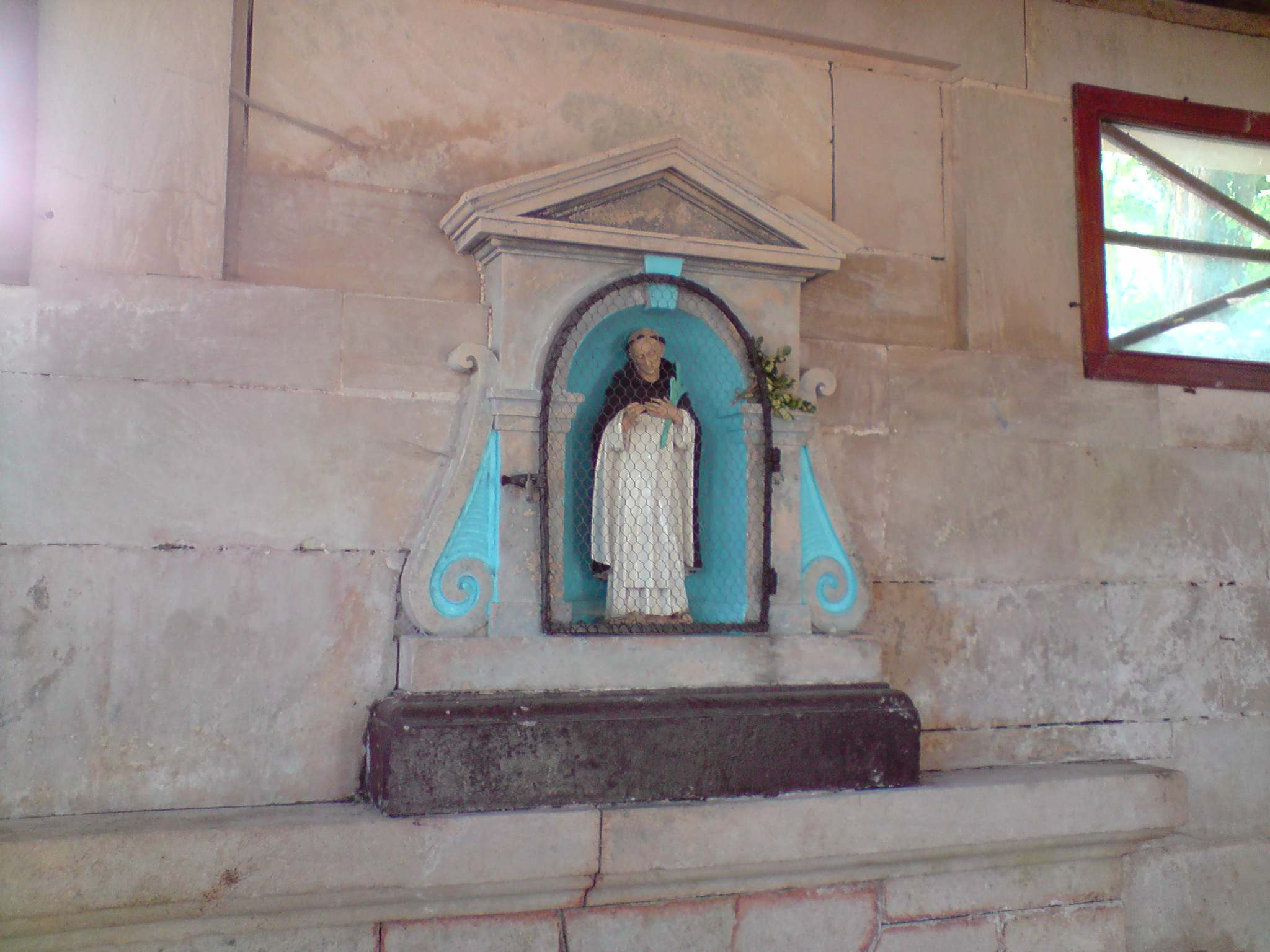

## Politique et administration
| Période                                  | Période      | Identité                                             | Étiquette | Qualité |
| ---------------------------------------- | ------------ | ---------------------------------------------------- | --------- | ------- |
| Les données manquantes sont à compléter. |              |                                                      |           |         |
| mars 2001                                | mars 2008    | Jules Diederich                                      |           |         |
| mars 2008                                | 5 avril 2014 | Marc Laurent                                         |           |         |
| 5 avril 2014                             | En cours     | François Xavier Carré Réélu pour le mandat 2020-2026 |           |         |

## Population et société

### Démographie
L'évolution du nombre d'habitants est connue à travers les recensements de la population effectués dans la commune depuis 1793. Pour les communes de moins de 10 000 habitants, une enquête de recensement portant sur toute la population est réalisée tous les cinq ans, les populations de référence des années intermédiaires étant quant à elles estimées par interpolation ou extrapolation. Pour la commune, le premier recensement exhaustif entrant dans le cadre du nouveau dispositif a été réalisé en 2006.

En 2022, la commune comptait 118 habitants, en évolution de +0,85 % par rapport à 2016 (Meuse : −4,4 %, France hors Mayotte : +2,11 %).
| 1793 | 1800 | 1806 | 1821 | 1831 | 1836 | 1841 | 1846 | 1851 |
| ---- | ---- | ---- | ---- | ---- | ---- | ---- | ---- | ---- |
| 224  | 220  | 268  | 287  | 321  | 295  | 281  | 397  | 282  |

| 1856 | 1861 | 1866 | 1872 | 1876 | 1881 | 1886 | 1891 | 1896 |
| ---- | ---- | ---- | ---- | ---- | ---- | ---- | ---- | ---- |
| 284  | 249  | 233  | 211  | 198  | 196  | 188  | 234  | 176  |

| 1901 | 1906 | 1911 | 1921 | 1926 | 1931 | 1936 | 1946 | 1954 |
| ---- | ---- | ---- | ---- | ---- | ---- | ---- | ---- | ---- |
| 186  | 176  | 163  | 159  | 148  | 145  | 161  | 151  | 129  |

| 1962 | 1968 | 1975 | 1982 | 1990 | 1999 | 2006 | 2011 | 2016 |
| ---- | ---- | ---- | ---- | ---- | ---- | ---- | ---- | ---- |
| 111  | 94   | 138  | 142  | 133  | 135  | 132  | 130  | 117  |

| 2021 | 2022 | - | - | - | - | - | - | - |
| ---- | ---- | - | - | - | - | - | - | - |
| 116  | 118  | - | - | - | - | - | - | - |

## Culture locale et patrimoine

### Lieux et monuments

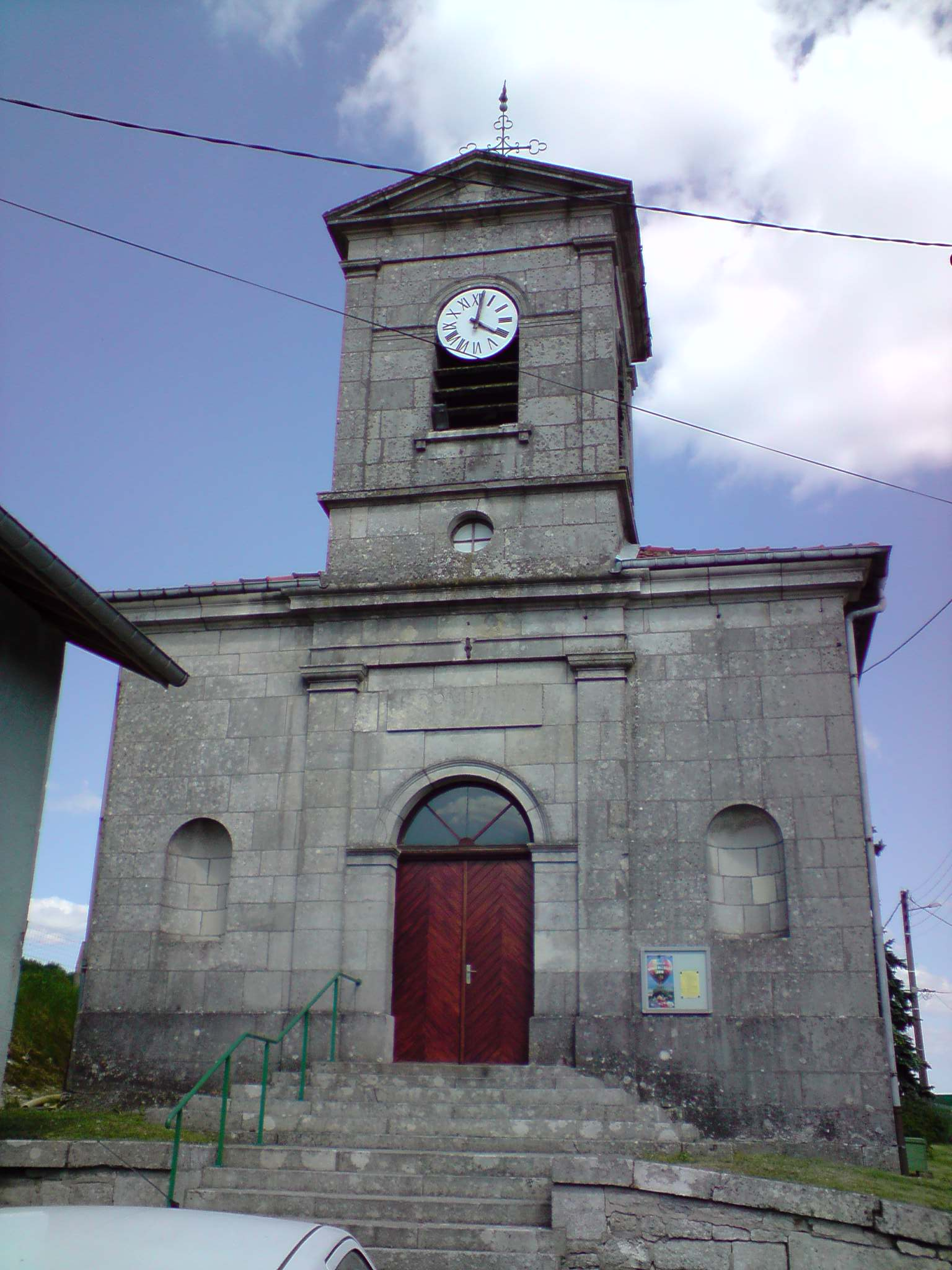
L'église Saint-Pierre-de-Vérone de Delouze.

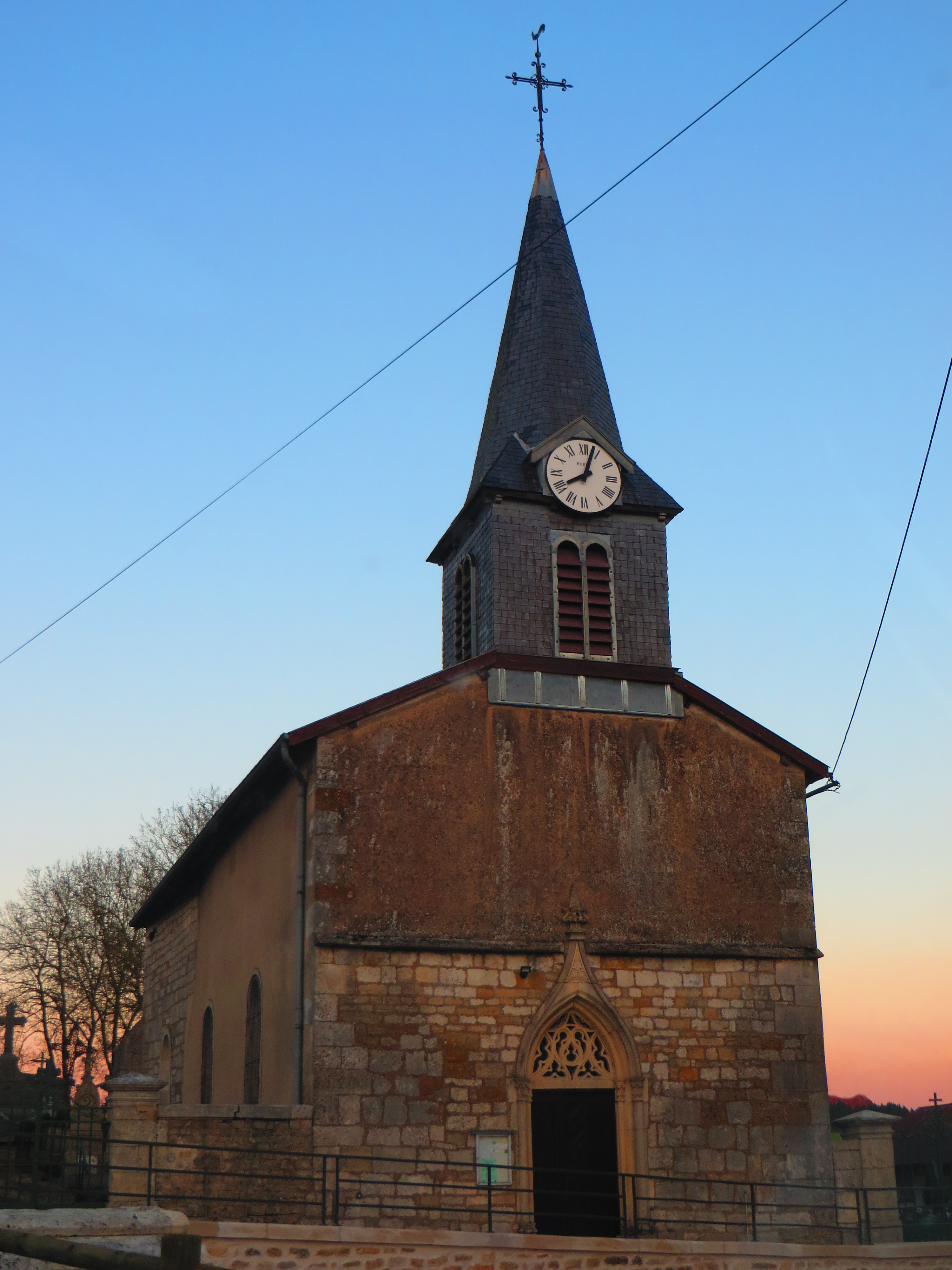
L'église Saint-Génébaud de Rosières-en-Blois.

- L'église Saint-Pierre-de-Vérone, XVIIIe siècle de Delouze.
- L'église Saint-Génébaud, XIIIe siècle de Rosières-en-Blois.
- Le lavoir Saint-Pierre de Delouze possède une charpente traditionnelle en bois[25].

### Personnalités liées à la commune
- Henry Tardif de Gournay (1670-1760), né à Paris, seigneur haut justicier de Rosières-en-Blois.
- Gabriel Godard (1933-2023) est un artiste peintre né à Delouze-Rosières.

### Héraldique
| Blason de Delouze-Rosières | Blason  | D'azur à la mitre d'or ornée d'argent et chargée de sept tourteaux de gueules disposés 2-3-2, surmontée par deux abeilles d'or et soutenue par deux clefs d'argent posées en chevron renversé. |
| Blason de Delouze-Rosières | Détails | Création de R.A. Louis avec les conseils de la Commission Héraldique de l'UCGL. Adopté par la commune en novembre 2015.                                                                        |